# Róbert Huna
Róbert Huna (ur. 9 marca 1985 w Liptowskim Mikułaszu) – słowacki hokeista. Reprezentant Słowacji.
Jego brat bliźniak Richard i starszy Rudolf także zostali hokeistami.

## Kariera
- MHk 32 Liptovský Mikuláš U20 (2003-2005)
- MHk 32 Liptovský Mikuláš (2003-2009)
- Slovan Bratysława (2009-2011)
- MsHK Žilina (2011-2012)
- HC Koszyce (2012)
- MsHK Żylina (2012-2013)
- Jertys Pawłodar (2013-2015)
- MsHK Żylina (2015-2016)
- MHk 32 Liptovský Mikuláš (2016-2017)
- Jertys Pawłodar (2017-2018)
- MHk 32 Liptovský Mikuláš (2018-)

Wychowanek klubu MHk 32 Liptovský Mikuláš. Od początku kariery prowadzi ją wspólnie z bratem Richardem - obaj trafiają kolejno do tych samych klubów (z wyjątkiem samodzielnego epizodu Richarda w amerykańskiej lidze NAHL w 2005). Występowali w klubach słowackiej ekstraligi, w tym w Koszycach w 2012. Od stycznia 2013 obaj zostali zawodnikami kazachskiego klubu Jertys Pawłodar w rozgrywkach Wysszaja Liga. W sierpniu 2015 obaj razem ponownie zostali graczami MsHK Żylina. Na początku września 2016 obaj zostali zawodnikami macierzystego klubu MHk 32 Liptowski Mikułasz. W sezonie 2017/2018 wraz z bratem Richardem grali ponownie w barwach Jertysu, a w sierpniu 2018 po raz kolejny wrócili do klubu z Liptowskiego Mikułaszu.

## Sukcesy
Klubowe
- Srebrny medal mistrzostw Słowacji: 2010 ze Slovanem Bratysława
- Złoty medal mistrzostw Kazachstanu: 2013, 2014, 2015 z Jertysem Pawłodar